# Zuzana Cigánová
Zuzana Cigánová (ur. 23 czerwca 1947 w Bratysławie) – słowacka aktorka i pisarka.

## Życiorys
Jest absolwentką Wyższej Szkoły Sztuk Scenicznych w Bratysławie. Związała się ze Słowackim Teatrem Narodowym, gdzie wystąpiła w dziesiątkach sztuk. Zagrała w filmach Malá manekýnka (1960), Romance pro křídlovku (1966), Sázka na třináctku (1978), Tím pádem, Slávnosť v botanickej záhrade. Wystąpiła w prawie dwustu filmach telewizyjnych i sztukach. Jest także autorką książek, m.in. Kúsok cesty okolo sveta, K+K, Dopadne to dosť dobre, pes bude rád. Dwie spośród jej książek były nominowane do finału prestiżowej nagrody Anasoft litera.

## Filmografia
- 1960: Malá manekýnka (jako Katka)
- 1966: Romance pro křídlovku (jako Terina)
- 1967: Rok na dedine (jako Dorka)
- 1969: Slávnosť v botanickej záhrade (jako Margita)
- 1973: Prípad krásnej nerestnice (jako Wittgruberová)
- 1977: Sázka na třináctku (jako Květa)
- 1979: Tím pádem (jako pani doktor)
- 1983: Putování Jana Amose (jako Magdalena)
- 1990: Súkromné životy